# Лютеїнова фаза

Менструальний цикл. Лютеїнова фаза позначена 14-28 днями циклу.

Тривалість менструального циклу в середньому становить 28 днів. Він починається з менструації (1–7 день) в рамках фолікулярної фази (1–14 день), за яким настає овуляція (14 день), що закінчується лютеїновою фазою (14–28 день).  На відміну від фолікулярної фази, тривалість якої може бути різною в різних індивідів, лютеїнова фаза зазвичай становить приблизно 14 днів (тобто 14–28 дні)  і характеризується змінами рівня гормонів, а саме підвищенням рівня прогестерону та естрогену, зниженням  фолікулостимулюючого гормону (ФСГ) і лютеїнізуючого гормону (ЛГ), змінами слизової оболонки ендометрію, що сприятиме імплантації заплідненої яйцеклітини та розвитку жовтого тіла. За відсутності запліднення сперматозоїдами жовте тіло атрофується. Це призводить до зниження рівня прогестерону та естрогену, підвищення рівня ФСГ і ЛГ і відшарування слизової оболонки ендометрію (що є, власне, менструацією), де менструальний цикл і починається знову. 

## Гормональні зміни
Після овуляції та виходу яйцеклітини фолікулостимулюючий гормон (ФСГ) і лютеїнізуючий гормон (ЛГ) вивільняються і провокують трансформацію решти частин домінантного фолікула в жовте тіло. Останнє продовжує зростати під час лютеїнової фази після овуляції та виробляє значну кількість гормонів, зокрема прогестерону, і, меншою мірою, естрогену та інгібіну . Прогестерон відіграє важливу роль у збільшенні сприйнятливості ендометрію до імплантації ембріона та забезпечує його стабільний розвиток на ранніх строках вагітності. В той же час, високий рівень прогестерону пригнічує ріст фолікулів. Збільшення рівня естрогену і прогестерону також призводить до підвищення базальної температури під час лютеїнової фази. 
Сплеск ЛГ, який відбувається під час овуляції, викликає вивільнення яйцеклітини та її захисної оболонки з яєчника в фаллопієву трубу, а також ініціює її поділ та перехід у метафазу мейозу II. Овуляція відбувається через ~24-35 годин після початку сплеску ЛГ. Через кілька днів після овуляції зростаюча кількість естрогену, що виробляється жовтим тілом, може спричинити виділення цервікального слизу протягом одного-двох днів, зниження базальної температури або і те, і інше. Це явище відоме як «вторинний сплеск естрогену». 
Гормони, що виділяються жовтим тілом, пригнічують вироблення ФСГ і ЛГ передньою долею гіпофіза. Щоб вижити, жовте тіло покладається на активацію ЛГ на своїх рецепторах. Втраті жовтого тіла запобігають шляхом імплантації ембріона : після імплантації людські ембріони виробляють хоріонічний гонадотропін людини (ХГЛ),  який структурно подібний до ЛГ і може зберегти жовте тіло. Якщо відбувається імплантація, жовте тіло продовжить виробляти прогестерон протягом восьми-дванадцяти тижнів, після чого цю функцію перебирає на себе плацента.  За відсутності запліднення ХГЛ не виробляється, і жовте тіло атрофується через 10-12 днів. Відмирання жовтого тіла призводить до зниження рівня прогестерону та естрогену. Зниження гормонів яєчників викликає збільшення концентрації ЛГ і ФСГ і призводить до відшарування ендометрію та, як наслідок, ще одного циклу відбору фолікулів яєчників. 

## Зміни у матці
Під час фолікулярної фази менструального циклу ендометрій матки перебуває у фазі проліферації. Вона характеризується збільшенням циркулюючого естрогену, який виробляється фолікулом, що розвивається. В свою чергу, підвищення рівня естрадіолу змінює слизову оболонку ендометрію, сприяючи проліферації (розростанню) епітеліальних клітин, потовщенню тканини та подовженню спіральних артерій, які забезпечують поживними речовинами зростаючу тканину. Естроген також робить ендометрій більш чутливим до прогестерону, готуючись до лютеїнової фази.
Після овуляції та під час лютеїнової фази, ендометрій матки знаходиться в секреторній фазі, яка характеризується виробленням прогестерону із зростаючого жовтого тіла. Прогестерон пригнічує проліферацію ендометрію та зберігає тканину матки для підготовки до імплантації заплідненої яйцеклітини. В кінці лютеїнової фази рівень прогестерону падає і жовте тіло атрофується. Зниження рівня прогестерону призводить до ішемії ендометрію (зменшення постачання крові і кисню внаслідок звуження судин), який згодом відторгається на початку наступного циклу (менструація). 

## Симптоми
Зміни у рівні прогестерону під час лютеїнової фази можуть провокувати симптоми, подібні до передменструального синдрому (ПМС):
- Тривога
- Головні болі
- Зміни настрою
- Дратівливість
- Чутливість молочних залоз
- Збільшення ваги
- Проблеми зі сном
- Зміна лібідо
- Здуття живота